# 等鰭辛氏魚
等鰭辛氏魚（学名：Schindleria pietschmanni），又名等鰭辛氏微體魚，为辛氏魚科辛氏微體魚屬(辛氏鳚屬)下的一个种。